# マクドナルド物語
『マクドナルド物語 ほのぼの店長育成ゲーム』（マクドナルドものがたり―ほのぼのてんちょういくせいゲーム）は、2001年7月20日に日本のTDKコアから発売されたゲームボーイカラー用育成シミュレーションゲーム。
日本マクドナルドとのタイアップ商品であり、5人の店員と共にマクドナルド店内で仕事を行い店長を目指すという職業体験型ゲームとなっている。5種類のミニゲームが存在し高得点を獲得する事で仲間の信頼度を向上させる事が可能。
開発はアスペクトおよびアルゴニクスが行い、プロデューサーは教材用ビデオ『たのしいマクドナルド』（2000年）を手掛けた満田雄二、ディレクターはワンダースワン用ソフト『魔界塔士サ・ガ』（2002年）にて企画リメイクを手掛けた比屋根幸治が担当している。

## ゲーム内容

### システム
マクドナルドの店員として1年間働き、店長を目指すシミュレーションゲーム。マクドナルドの業務をそのままゲーム化した5つのミニゲームをこなして信頼度を上げると、仲間の役職がアップする。ただ仕事をするだけではなく、アルバイトとのささやかな恋愛要素もある。休日に出かけると突然電話が鳴り「忙しいから来てくれ」と呼び出されることがある。本編と一切関係のない占いゲームもある。
店長の性別を選ぶことができ、アルバイト店員にも顔グラフィックが用意されている。ゲーム開始時にアルバイト店員の名前を5人分入力しなければならず、空欄のまま決定すると「アルバイト3」といったデフォルト名が入る。
ミニゲームに失敗したり、客と会話したりすると体力が消耗していき、体力が少なくなった状態で1日を終えると「からだがおもい…」というメッセージが出る。ミニゲームで高得点を得る事で共に働く店員からの信頼度を上げる事ができる。

### 問題点
このゲームには以下の問題点が存在する。
- グラフィックが雑であるため、ミニゲームに出てくるポテトのサイズやドリンクの種類を判別するのが難しく、ミニゲームを行うのに支障が出る。
- ゲーム中の携帯電話が受信するメールを携帯電話から開封できない。
- 会計を行う際、客がやたらと2000円（おそらく2000円札）を出す。
- 商品を席まで運ぶサービスを行う「おとどけ」というミニゲームがあるが、日本マクドナルドの店舗のサービスとしてそうしたサービスは存在しない。

## スタッフ
- プロデューサー：満田雄二
- アシスタント・プロデューサー：じんのゆきなが
- ディレクター：比屋根幸治
- プログラマー：杉山誠
- サブ・プログラマー：しまひでかず
- デザイナー：木曽義昭、秋山宣隆、井浦祥子、うめたにたかゆき
- サウンド：菱川良二
- 企画：比屋根幸治、瀧栄司
- 開発協力：株式会社アルゴニクス
- 開発：株式会社アスペクト
- 協力：日本マクドナルド株式会社
- 制作、販売：TDKコア

## 評価
ゲーム誌『ファミ通』の「クロスレビュー」では合計22点（満40点）と低評価となった他、前述の問題点に加えミニゲームも単調であるためゲーム誌などで「クソゲー」と評されたことがある。